# Westgate (Durham)
Westgate – wieś w Anglii, w hrabstwie Durham. Leży 37 km na zachód od miasta Durham i 383 km na północ od Londynu.